# Campionato Paulista 2011
Il  Campionato Paulista 2011 è stata la 110ª edizione della massima serie calcistica dello stato di San Paolo. Il campionato è cominciato il 16 gennaio ed è finito il 2 maggio, ed è stato vinto dal Santos.

## Formula
Le 20 squadre sono inserite in un girone all'italiana e si affrontano in gare di sola andata. Le prime otto squadre classificate approdano ai playoff che si disputano in gare di andata e ritorno (in caso di parità fa fede la posizione di classifica). Le ultime quattro squadre classificate vengono retrocesse nella Serie A2

## Classifica
|     | Classifica finale | Pti | G  | V  | N | P  | GF | GS | DR  |
| --- | ----------------- | --- | -- | -- | - | -- | -- | -- | --- |
| 1.  | San Paolo         | 41  | 19 | 13 | 2 | 4  | 39 | 19 | 20  |
| 2.  | Palmeiras         | 41  | 19 | 12 | 5 | 2  | 28 | 8  | 20  |
| 3.  | Corinthians       | 38  | 19 | 11 | 5 | 3  | 33 | 12 | 21  |
| 4.  | Santos            | 38  | 19 | 11 | 5 | 3  | 40 | 20 | 20  |
| 5.  | Ponte Preta       | 29  | 19 | 8  | 5 | 4  | 22 | 16 | 6   |
| 6.  | Oeste             | 31  | 19 | 9  | 4 | 6  | 25 | 17 | 8   |
| 7.  | Mirassol          | 30  | 19 | 9  | 3 | 7  | 26 | 26 | 0   |
| 8.  | Portuguesa        | 28  | 19 | 8  | 4 | 7  | 24 | 23 | 1   |
| 9.  | São Caetano       | 26  | 19 | 7  | 5 | 7  | 22 | 22 | 0   |
| 10. | Paulista          | 25  | 19 | 7  | 4 | 8  | 23 | 24 | -1  |
| 11. | Mogi Mirim        | 25  | 19 | 7  | 4 | 8  | 24 | 28 | -4  |
| 12. | Americana         | 23  | 19 | 7  | 2 | 10 | 20 | 19 | 1   |
| 13. | Botafogo-SP       | 22  | 19 | 5  | 7 | 7  | 22 | 27 | -5  |
| 14. | Linense           | 21  | 19 | 6  | 3 | 10 | 23 | 31 | -8  |
| 15. | Bragantino        | 19  | 19 | 5  | 4 | 10 | 21 | 30 | -9  |
| 16. | Ituano            | 18  | 19 | 5  | 3 | 11 | 21 | 33 | -12 |
| 17. | São Bernardo      | 18  | 19 | 5  | 3 | 11 | 21 | 35 | -14 |
| 18. | Grêmio Prudente   | 17  | 19 | 4  | 5 | 10 | 21 | 35 | -14 |
| 19. | Noroeste          | 17  | 19 | 3  | 8 | 8  | 21 | 35 | -14 |
| 20. | Santo André       | 15  | 19 | 2  | 9 | 8  | 14 | 29 | -15 |

## Fase a eliminazione diretta

### Quarti di finale
| Casa        | Risultato | Trasferta   |
| ----------- | --------- | ----------- |
| San Paolo   | 2 - 0     | Portuguesa  |
| Santos      | 1 - 0     | Ponte Preta |
| Palmeiras   | 2 - 1     | Mirassol    |
| Corinthians | 2 - 1     | Oeste       |

### Semifinali
| Casa      | Risultato     | Trasferta   |
| --------- | ------------- | ----------- |
| San Paolo | 0 - 2         | Santos      |
| Palmeiras | 1 (5) - 1 (6) | Corinthians |

### Finale
| Team 1 | Risultato | Squadra 2   | Andata | Ritorno |
| ------ | --------- | ----------- | ------ | ------- |
| Santos | 2 - 1     | Corinthians | 0 - 0  | 2 - 1   |